# Большое Сотниково
Большое Сотниково — деревня в Урицком районе Орловской области России.
Входит в Котовское сельское поселение в рамках организации местного самоуправления и в Котовский сельсовет в рамках административно-территориального устройства.

## География
Расположена в 10 км к северу от райцентра, посёлка городского типа Нарышкино, и в 19 км к северо-западу от центра города Орёл.

## Население
| 2002 | 2010 |
| ---- | ---- |
| 459  | ↗471 |

Согласно результатам переписи 2002 года, в национальной структуре населения русские составляли 97 % от жителей.